# 王化振
王化振（16世紀—17世紀），字宇春，南直隸滁州直隸州來安縣人，明朝政治人物。

## 生平
王化振是萬曆三十七年（1609年）的舉人，授長洲教諭，升任國子監助教，歷任戶部主事分司草場，不久告歸。他是太僕少卿周汝登的門生，學習王陽明之學，因此深得姚江派所傳，有著作《諸儒要語》九卷。同時他侍奉繼母極其孝順，以身示範教育子弟，離任長洲時，徐汧為他寫下《去思碑記》。

## 引用
1. 1 2  道光《來安縣志·卷十·人物志》：王化振，字宇春，萬歷己酉舉人。授長洲教諭，升國子監助教。歷戶部主事，分司草場，旋告歸。太僕少卿周汝登門人也。汝登傳陽明良知之學，化振師事之，故所得於姚江者深。著《諸儒要語》九卷。化振事繼母極孝，教子弟以身示範。長洲去任時，徐汧為作《去思碑記》。 依嚴鐘銘縣志稿改輯